# Luna 19
Luna 19 (tên khác là Lunik 19) (seri E-8-LS), là một nhiệm vụ không gian không người lái của chương trình Luna. Luna 19 đã mở rộng nghiên cứu có hệ thống về các trường hấp dẫn mặt trăng và vị trí của các mascon (nồng độ khối lượng). Nó cũng nghiên cứu môi trường bức xạ mặt trăng, bề mặt mặt trăng hoạt động gamma và gió mặt trời. Việc chụp ảnh thông qua một hệ thống truyền hình.
Luna 19 là tàu đầu tiên trong số các quỹ đạo mặt trăng "tiên tiến" có thiết kế dựa trên cùng một mô hình mẫu Ye-8 được sử dụng cho các tàu Mặt trăng và các tàu lấy mẫu đất đá. Đối với những tàu quỹ đạo này, được chỉ định mã Ye-8LS, "giai đoạn hạ cánh" cơ bản đã được thực hiện bởi một khung giống xe tự hành Lunokhod giống như bất kỳ tàu vũ trụ nào mà đặt tất cả các thiết bị khoa học trong một thùng chứa áp lực.
Luna 19 được phóng vào quỹ đạo chờ quay quanh Trái Đất vào ngày 28 tháng 9, và, từ quỹ đạo này, được đẩy về phía Mặt Trăng. Luna 19 bước vào một quỹ đạo quanh Mặt trăng vào ngày 2 tháng 10 năm 1971 sau hai lần điều chỉnh giữa chừng vào ngày 29 tháng 9 và ngày 1 tháng 10. Các tham số quỹ đạo ban đầu là 140 x 140 km ở độ nghiêng 40,58 °.
Ngay sau đó, phi thuyền bắt đầu nhiệm vụ chụp hình chính của nó - cung cấp hình ảnh toàn cảnh vùng núi của Mặt Trăng giữa vĩ độ 30 ° và 60 ° phía nam và giữa kinh độ 20 ° và 80 ° phía đông. Các thí nghiệm khoa học khác bao gồm các nghiên cứu sâu rộng về hình dạng và sức mạnh của trường hấp dẫn mặt trăng và vị trí của các mascon. Các thí nghiệm vào tháng 5 và tháng 6 năm 1972 cho phép các nhà khoa học xác định nồng độ hạt tích điện ở độ cao 10 km. Các nghiên cứu bổ sung về gió mặt trời được phối hợp rõ ràng với các hành tinh của các quỹ đạo sao Hỏa 2 và 3 và Veneras 7 và 8. Liên lạc với Luna 19 đã bị chấm dứt trong khoảng thời gian từ 3 đến 20 tháng 10 năm 1972, sau một năm hoạt động và hơn 4.000 quỹ đạo xung quanh mặt trăng.